# Kärpät
Oulun Kärpät is een Finse ijshockeyclub die uitkomt in de SM-liiga. Hun thuisbasis is de Oulun Energia Areena in Oulu. Kärpät is Fins voor marter, dat ook als symbool in het clublogo staat. De club heeft in totaal 6 landstitels gewonnen.

## Geschiedenis

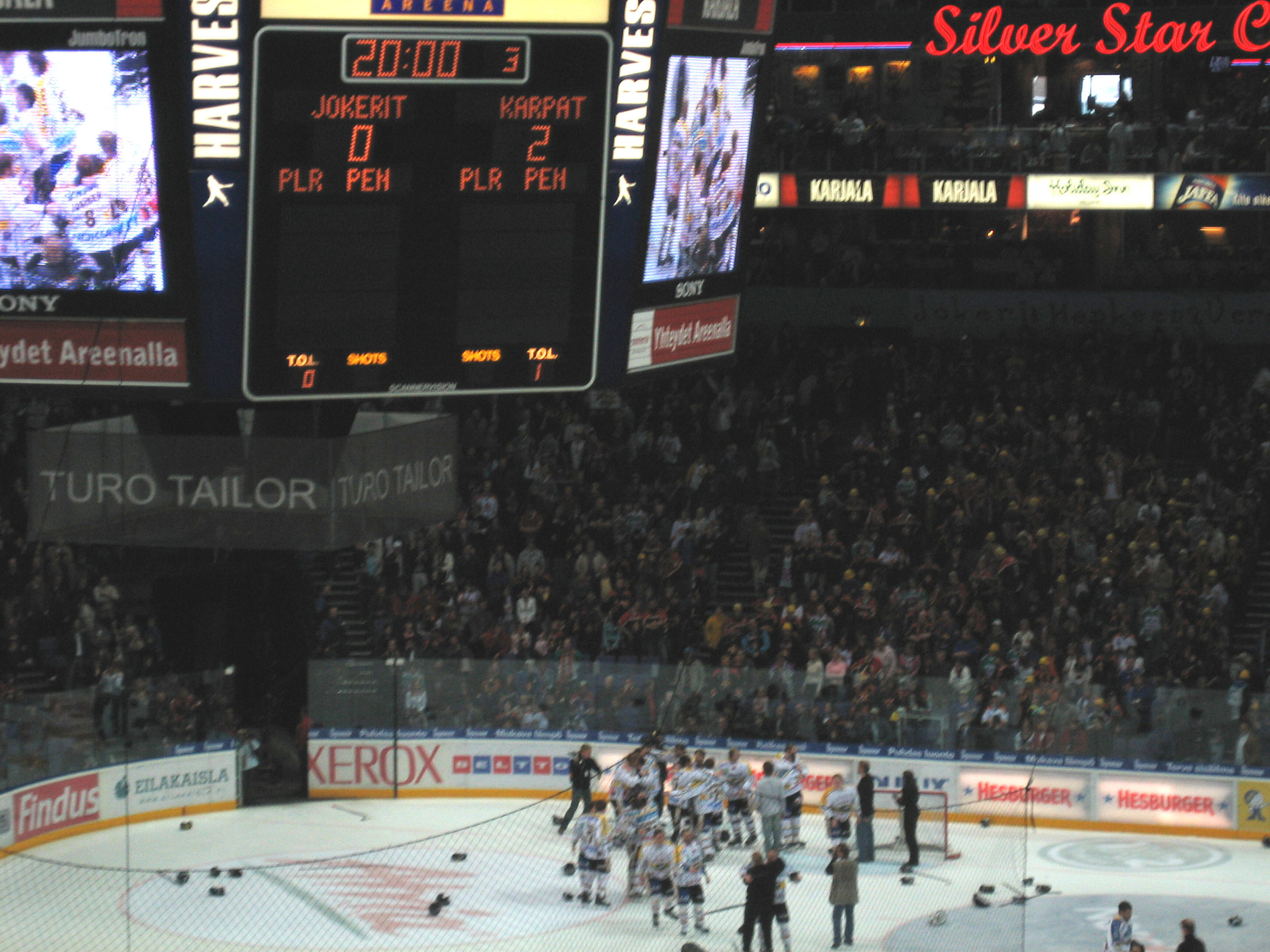
Viering van de titel in 2005

In de lente van 1946 besloten drie jonge mannen een nieuwe sportclub op te richten in Oulu. De club werd op 15 mei opgericht onder de naam Oulun Kärpät 46. In het begin werd er in de club alleen voetbal gespeeld, later ook bandy als wintersport.
Bij de jaarlijkse vergadering in 1947 werd besloten ook een ijshockeyploeg te vormen. In de jaren 50 was Kärpät redelijk succesvol in het ijshockey, en ijshockey werd de hoofdsport in de club. Zowel in de seizoenen 1960-61, 1965-66 en 1967-68 bereikte Kärpät het hoogste niveau, om er telkens weer kansloos uitgekegeld te worden.
Toen in 1975 de SM-liiga opgericht werd, startte Kärpät in de Mestis. Hun doel was om in de liiga te geraken. Dit lukte hen ook in 1976, en, nadat ze een aantal goede spelers aangetrokken hadden, behaalden ze de derde plaats in 1980, en wonnen ze de titel in 1981.
In 1987 degradeerde Kärpät uit de SM-liiga na verlies tegen Tappara. Na allerlei financiële problemen en diverse jaren in de Mestis en de 2e divisie, met zelfs bankroet tot gevolg, slaagde Kärpät er toch in om opnieuw de SM-liiga binnen te komen in 2000. In 2004 versloeg Kärpät TPS en won de titel opnieuw. Het jaar erop deden ze hetzelfde door Jokerit te verslaan, en in 2007 pakten ze tegen dezelfde tegenstander opnieuw de titel. De tot nu toe laatste titel van Kärpät dateert van 2014, waarbij ze in de finales Tappara versloegen.

## Huidige spelers

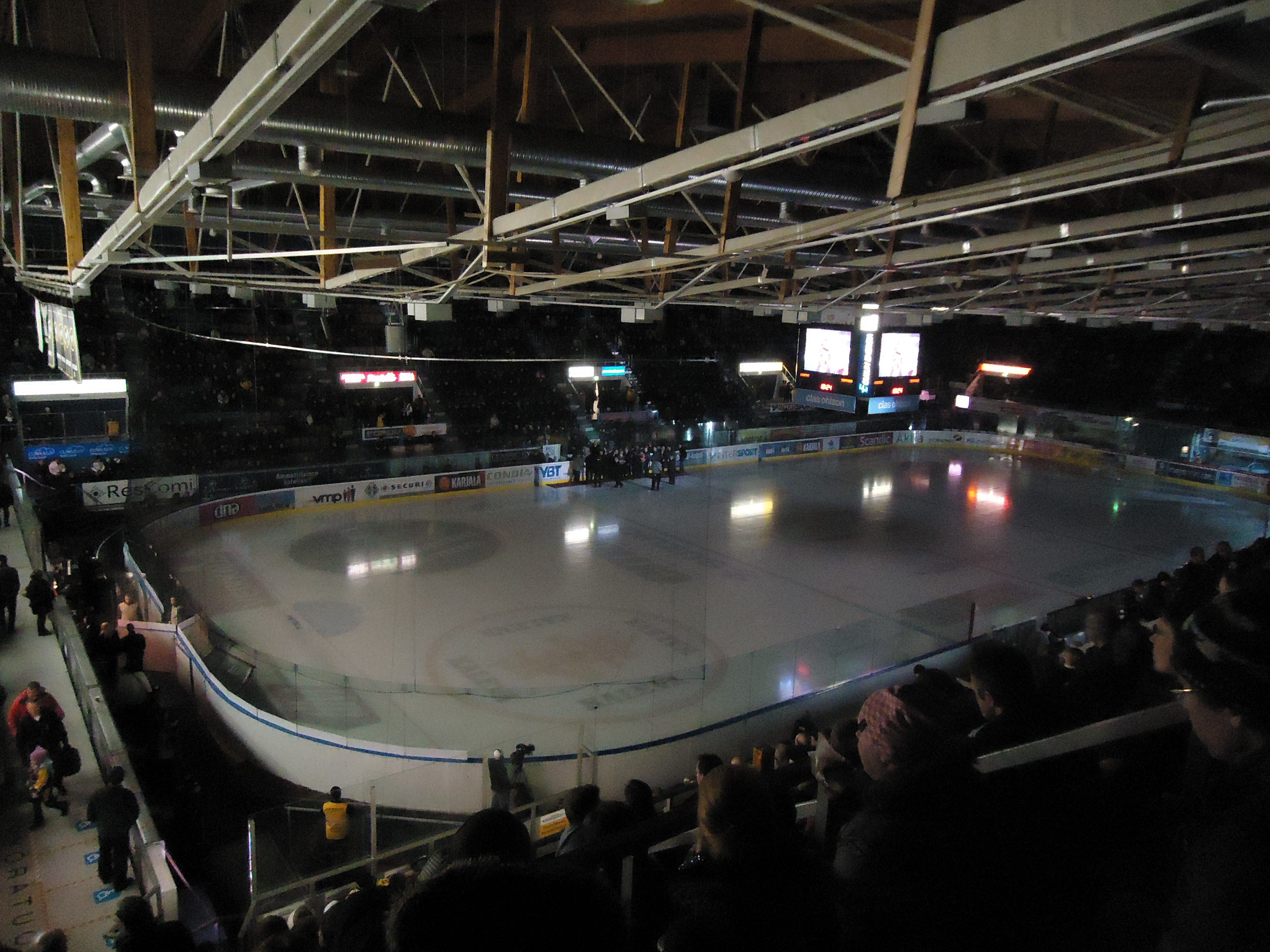
De Oulun Energia Areena

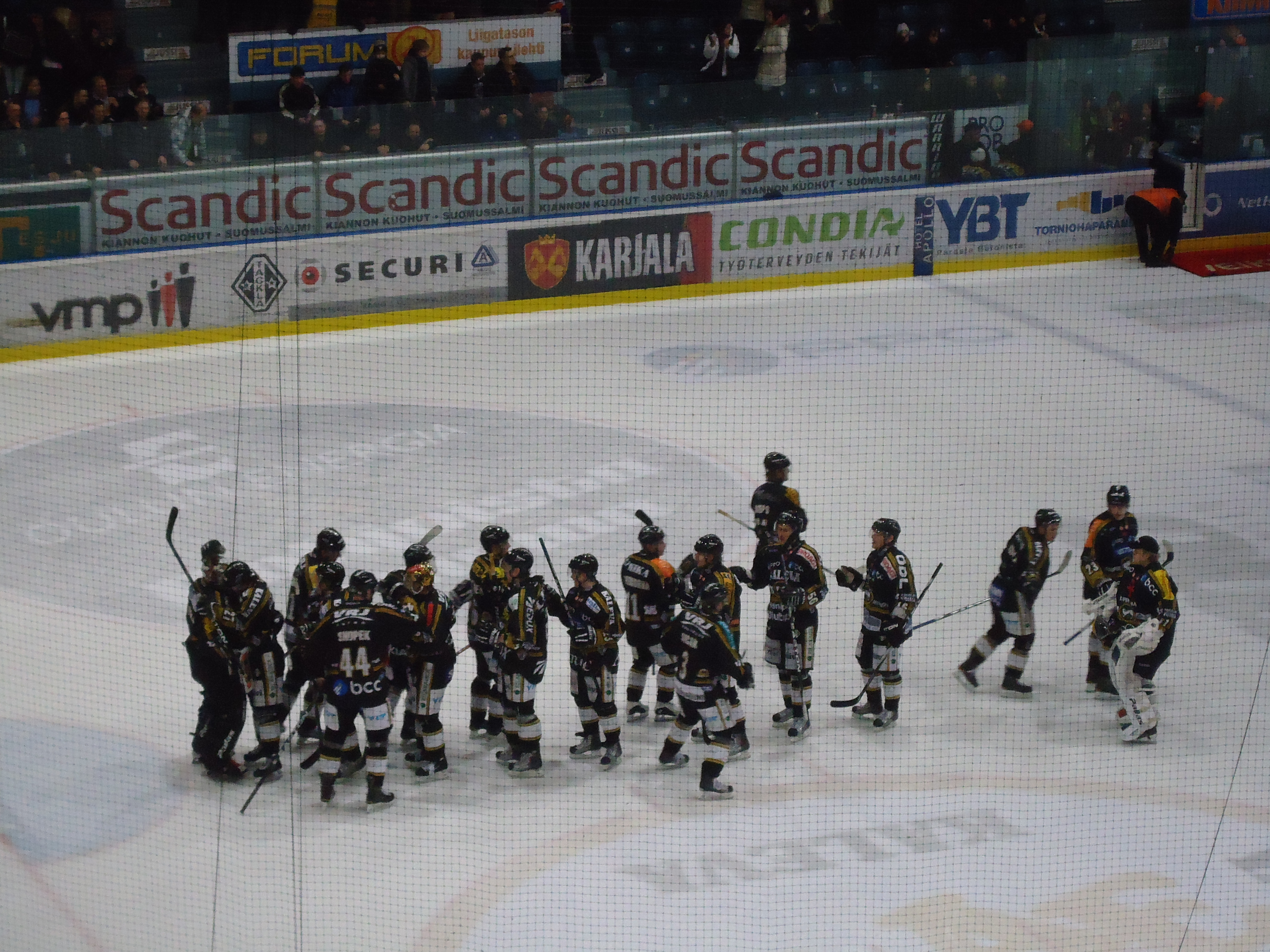
Kärpät viert zijn overwinning tegen Tappara

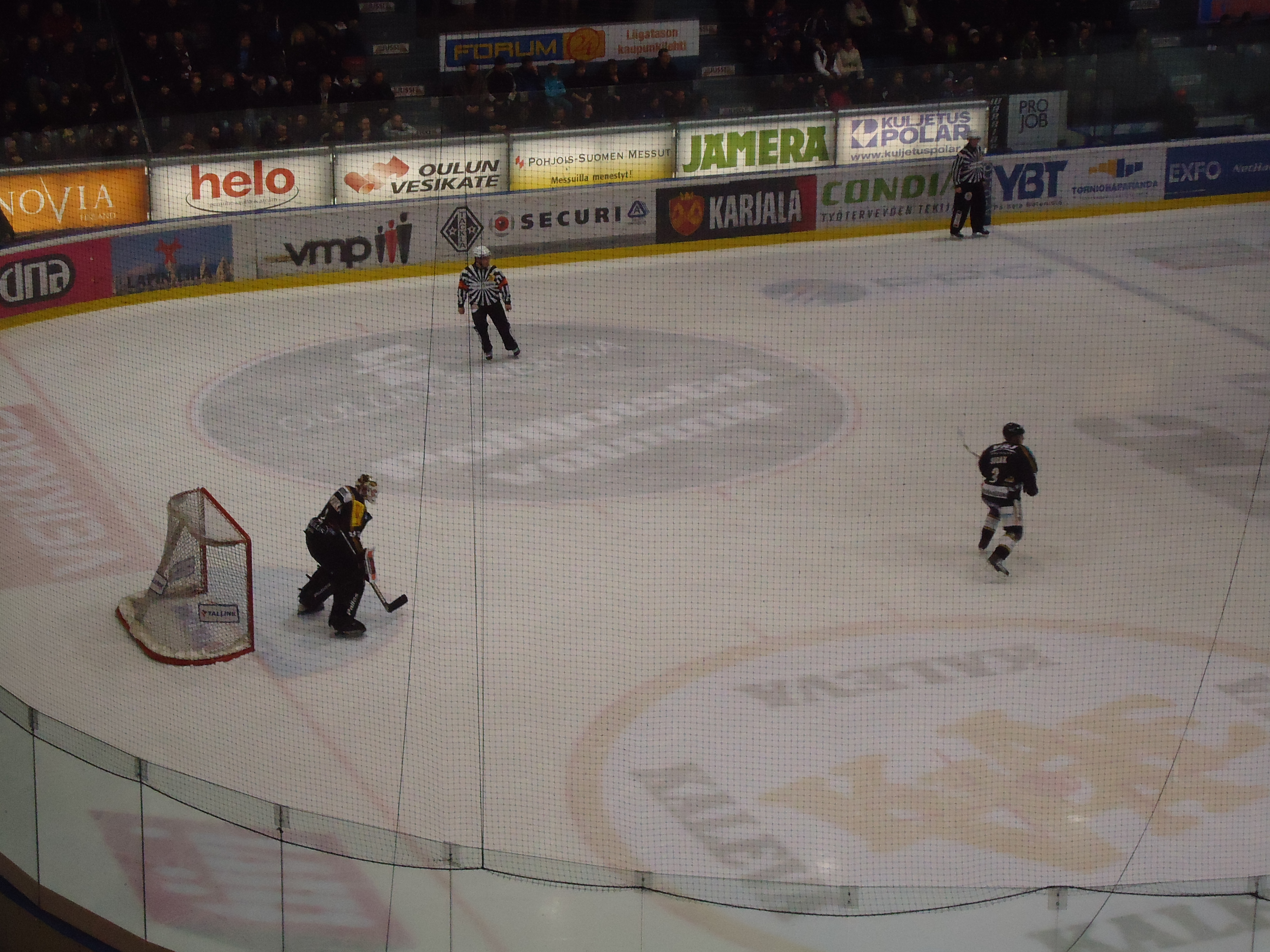
Kärpät-goalie Ville Hostikka in actie in een wedstrijd tegen Tappara

| Doelverdedigers | Doelverdedigers | Doelverdedigers | Doelverdedigers | Doelverdedigers | Doelverdedigers       | Doelverdedigers |
| Nummer          | Nationaliteit   | Speler          | Vangt met       | Contract tot    | Geboorteplaats        |                 |
| --------------- | --------------- | --------------- | --------------- | --------------- | --------------------- | --------------- |
| 1               | FIN             | Ville Hostikka  | L               | 2011            | Lappeenranta, Finland |                 |
| 31              | FIN             | Petri Koivisto  | L               | 2011            | Kiiminki, Finland     |                 |
| 33              | FIN             | Tomi Karhunen   | L               | 2011            | Oulu, Finland         |                 |

| Verdedigers | Verdedigers   | Verdedigers    | Verdedigers | Verdedigers  | Verdedigers              | Verdedigers |
| Nummer      | Nationaliteit | Speler         | Schiet met  | Contract tot | Geboorteplaats           |             |
| ----------- | ------------- | -------------- | ----------- | ------------ | ------------------------ | ----------- |
| 3           | CZE           | Vladimir Sicak | L           | 2011         | Hradec Králové, Tsjechië |             |
| 5           | FIN           | Atte Ohtamaa   | L           | 2012         | Nivala, Finland          |             |
| 6           | FIN           | Ilkka Mikkola  | L           | 2011         | Oulu, Finland            |             |
| 25          | FIN           | Juho Jokinen   | L           | 2012         | Kalajoki, Finland        |             |
| 26          | FIN           | Mikko Lehtonen | L           | 2012         | Kiiminki, Finland        |             |
| 28          | FIN           | Mikko Niemelä  | R           | 2013         | Oulu, Finland            |             |
| 50          | FIN           | Nico Lehto     | L           | 2013         | Oulu, Finland            |             |
| 56          | SUI           | Timo Helbling  | R           | 2011         | Bazel, Zwitserland       |             |

| Aanvallers | Aanvallers    | Aanvallers        | Aanvallers | Aanvallers   | Aanvallers           | Aanvallers |
| Nummer     | Nationaliteit | Speler            | Schiet met | Contract tot | Geboorteplaats       |            |
| ---------- | ------------- | ----------------- | ---------- | ------------ | -------------------- | ---------- |
| 11         | FIN           | Kimmo Koskenkorva | L          | 2011         | Haukipudas, Finland  |            |
| 13         | FIN           | Julius Junttila   | L          | 2013         | Oulu, Finland        |            |
| 15         | FIN           | Veikko Karppinen  | L          | 2011         | Kajaani, Finland     |            |
| 16         | CZE           | Pavel Rosa        | R          | 2011         | Most, Tsjechië       |            |
| 17         | FIN           | Kristian Kuusela  | R          | 2011         | Seinäjoki, Finland   |            |
| 18         | FIN           | Mikko Alikoski    | L          | 2012         | Oulu, Finland        |            |
| 19         | FIN           | Juho Keränen      | R          | 2011         | Keitele, Finland     |            |
| 20         | SWE           | Jonathan Hedström | L          | 2011         | Skellefteå, Zweden   |            |
| 23         | FIN           | Joonas Kemppainen | L          | 2013         | Kajaani, Finland     |            |
| 24         | FIN           | Jari Viuhkola     | L          | 2011         | Oulu, Finland        |            |
| 27         | FIN           | Joonas Donskoi    | R          | 2012         | Raahe, Finland       |            |
| 30         | FIN           | Joonas Komulainen | L          | 2013         | Kuhmo, Finland       |            |
| 37         | FIN           | Mika Viinanen     | L          | 2011         | Kaarina, Finland     |            |
| 62         | CZE           | Petr Tenkrát      | L          | 2011         | Kladno, Tsjechië     |            |
| 71         | FIN           | Marko Luomala     | L          | 2012         | Vaasa, Finland       |            |
| 84         | CZE           | Kamil Kreps       | R          | 2011         | Litoměřice, Tsjechië |            |
| 91         | CAN           | Martin St. Pierre | L          | 2011         | Embrun, Canada       |            |